# Ana Soklič
Ana Soklič (escrito también como Anna Soklich) es una cantante eslovena.

## Carrera
Desde muy joven, Soklič se formó en la academia de ópera y jazz y comenzó a componer su propia música. Además, a lo largo de su trayectoria ha actuado junto al famoso coro de gospel de Harlem (Nueva York), que había cantado para Barack Obama o el Papa y que había colaborado con U2, Elton John o Mary J. Blige, entre otros artistas.
En 2019, participó en el festival musical esloveno Slovenska popevka. Allí, recibió dos premios del Comité de Expertos por la canción "Temni svet": el Premio a la Mejor Interpretación y a la Mejor Canción en general.
El 20 de diciembre de 2019, Soklič fue anunciada como una de los 12 participantes en Evrovizijska Melodia 2020 (EMA), el concurso nacional de Eslovenia para seleccionar al representante del país en el Festival de Eurovisión 2020, con la canción "Voda". El 22 de febrero de 2020, ganó el concurso, por lo que representaría a Eslovenia en Róterdam, Países Bajos. Sin embargo, el festival fue cancelado debido a la pandemia de COVID-19. Por ello, la radiodifusora pública eslovena seleccionó a la artista para representar al país en el certamen de 2021 con el tema "Amen".

## Discografía

### Sencillos
- "If You" (2004)
- "Oče (Father)" (2007)
- "Naj Muzika Igra" (2013)
- "Temni Svet" (2019)
- "Voda" (2020)
- "Amen" (2021)